# Ágnes Farkas
Ágnes Farkas (ur. 21 kwietnia 1973 r. w Budapeszcie), była węgierska piłkarka ręczna, reprezentantka kraju, rozgrywająca. 
Wicemistrzyni olimpijska 2000 z Sydney.
Karierę sportową zakończyła w 2005 r.

## Sukcesy
- Igrzyska Olimpijskie:
  -  2000
- Mistrzostwa Świata:
  -  1995, 2003
- Mistrzostwa Europy:
  -  2000
  -  1998

## Nagrody indywidualne
- 1994, 2002: najlepsza strzelczyni mistrzostw Europy

## Wyróżnienia
- 2001, 2002: najlepsza piłkarka ręczna roku na Węgrzech